# Legislatura Estatal de Washington
La Legislatura Estatal de Washington (en inglés: Washington State Legislature) es la legislatura estatal (órgano encargado del Poder legislativo) del estado de Washington, en Estados Unidos. Es un organismo bicameral, compuesto por la Cámara de Representantes de Washington, compuesta por 98 Representantes, y el Senado Estatal de Washington, con 49 senadores, más el vicegobernador actuando como presidente. El estado está dividido en 49 distritos legislativos, cada uno de los cuales elige un senador y dos representantes.
La Legislatura del Estado se reúne en el Edificio Legislativo del Capitolio del Estado de Washington, en Olympia .
.

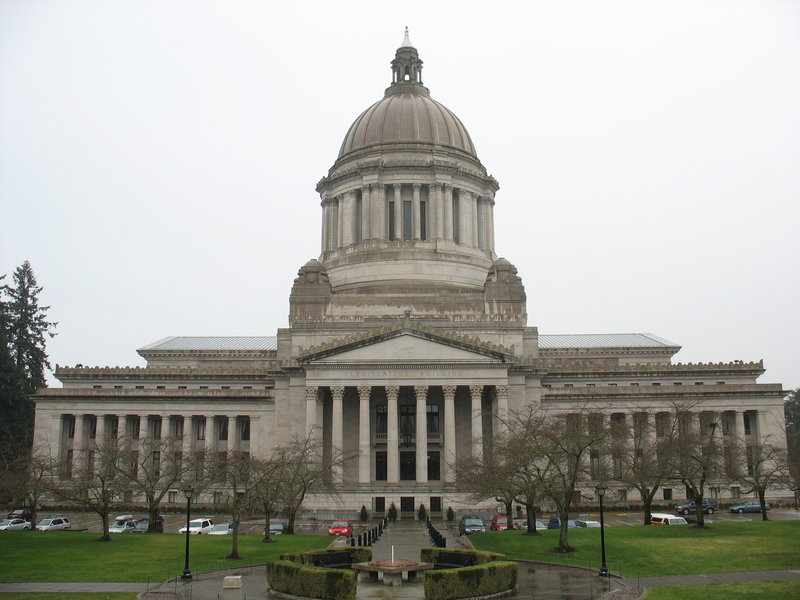
Capitolio del Estado de Washington, en Olympia, sede de la Legislatura Estatal de Washington

A partir de marzo de 2021, los demócratas controlan ambas cámaras de la legislatura del estado de Washington. Los demócratas tienen una mayoría de 57 a 41 en la Cámara de Representantes y una mayoría de 28 a 21 en el Senado (con un senador demócrata reunido con los 20 republicanos).

## Historia
La Legislatura del Estado de Washington tiene sus orígenes en la creación del Territorio de Washington en 1853, tras los exitosos argumentos de los colonos al norte del río Columbia al gobierno federal de los EE. UU. Para separarse legalmente del Territorio de Oregón. La Asamblea Territorial de Washington, como legislatura bicameral del área recién creada, se reunió al año siguiente. La legislatura representó a los colonos desde el Estrecho de Juan de Fuca hasta la actual Montana .

### El voto femenino
Desde casi el comienzo del territorio, las discusiones sobre dar a las mujeres el derecho al voto obstinaron los procedimientos legislativos. Si bien algunos legisladores tenían preocupaciones genuinas sobre las mujeres que merecen el derecho al voto, la mayoría de los legisladores creían pragmáticamente que otorgar sufragio a las mujeres atraería a más mujeres orientales a emigrar a un territorio remoto y escasamente poblado. En 1854, solo seis años después de la Convención de Seneca Falls, el tema fue sometido a votación por la legislatura. El sufragio femenino fue derrotado por un solo voto en una votación de 8 a 9. 
Una década más tarde, la Legislatura de Wyoming se convertiría en el primer organismo de los Estados Unidos en otorgar el sufragio femenino en 1869.
La cuestión del sufragio femenino no disminuyó. En 1871, Susan B. Anthony y el representante del condado de Thurston, Daniel Bigelow, se dirigieron a la legislatura sobre el tema. En 1883, el tema volvió a la pista, esta vez con la Asamblea Territorial que aprobó con éxito el sufragio universal de las mujeres. Rápidamente se convirtió en una de las leyes de votación más liberales de la nación, dando a las votantes afroamericanas el derecho a votar por primera vez en los Estados Unidos. Sin embargo, en 1887, la Corte Suprema territorial de Washington dictaminó que la ley de sufragio universal de 1883 era inconstitucional. Otro intento de la legislatura de volver a otorgar el sufragio femenino universal fue nuevamente anulado en 1888.
Después de dos referendos de votantes fallidos en 1889 y 1898, la ahora Legislatura del estado de Washington aprobó el pleno derecho de voto de las mujeres en 1910.

### Estatalidad
Con más de dos décadas de presión sobre las autoridades federales para que autorizaran la estadidad, el 22 de febrero de 1889, el Congreso de los Estados Unidos aprobó la Ley de Habilitación, promulgada por el presidente saliente Grover Cleveland, autorizando a los territorios de Washington, Dakota del Norte, Dakota del Sur y Montana para formar gobiernos estatales. La Asamblea Territorial se propuso convocar una convención constitucional para redactar una constitución estatal .
Tras su exitosa aprobación por la legislatura, los votantes de Washington aprobaron el nuevo documento el 1 de octubre. El 11 de noviembre de 1889, el presidente Benjamin Harrison autorizó a Washington a convertirse en el estado número 42 de los Estados Unidos. Fue el último estado de la costa oeste de los Estados Unidos continentales en lograr la condición de estado. Se creó la legislatura moderna del estado de Washington.

## Reuniones
El cuerpo bicameral está compuesto por legisladores, comenzando la sesión legislativa anualmente el segundo lunes de enero. En los años impares, cuando se debate sobre el presupuesto estatal, la Legislatura del Estado se reúne durante 105 días y en los años pares durante 60 días. El gobernador de Washington, si es necesario, puede convocar a los legisladores a una sesión especial por un período de 30 días en cualquier momento del año. Los legisladores también pueden convocar a una sesión especial por dos tercios de los votos tanto de la Cámara de Representantes como del Senado del Estado.

### Cobertura televisiva
Los debates dentro de la Cámara y el Senado, así como las reuniones de los comités y otros eventos especiales dentro o relacionados con la legislatura se transmiten en todo Washington en TVW, la red de asuntos públicos del estado. Los debates también se pueden encontrar en la web en TVW.org.

## Vacantes
A diferencia de algunas legislaturas estatales, la legislatura del estado de Washington no celebra elecciones especiales a mitad de año si un escaño queda vacante entre elecciones regulares. En cambio, el consejo del condado o la junta de comisionados del condado del condado o los condados donde se encuentra el distrito vacante tienen la responsabilidad de elegir al sucesor. El comité central estatal del partido político que ocupó el último escaño debe presentar una lista de hasta tres candidatos a la junta, quienes deben hacer la selección final dentro de los 60 días posteriores a la vacante. Luego se lleva a cabo una elección especial junto con las elecciones generales de noviembre.